# Nim wstanie dzień

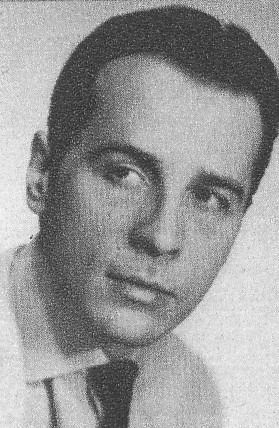
Edmund Fetting

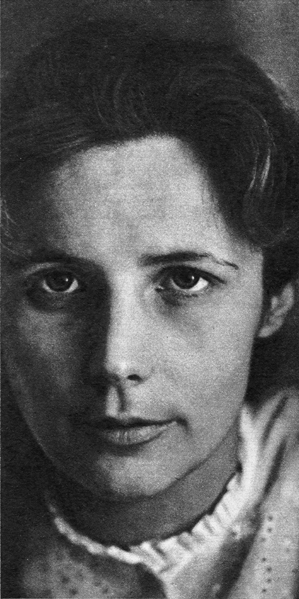
Agnieszka Osiecka

„Nim wstanie dzień” – ballada skomponowana przez Krzysztofa Komedę, stanowiąca motyw przewodni w filmie Prawo i pięść. W oryginalnej wersji utwór wykonywał Edmund Fetting do słów Agnieszki Osieckiej.
Kompozycja była aranżowana przez różnych muzyków, między innymi przez zespół Raz, Dwa, Trzy (album Czy te oczy mogą kłamać), Grabaża z zespołem Strachy Na Lachy (album Strachy na Lachy) i Katarzynę Nosowską (album Osiecka). W 2011 roku na płycie Komeda Leszka Możdżera znalazł się utwór „The Law and The Fist” oparty na balladzie.